# Irlande aux Jeux olympiques d'hiver de 2018
L'Irlande participe aux Jeux olympiques d'hiver de 2018 à Pyeongchang en Corée du Sud du 9 au 25 février 2018. Il s'agit de sa septième participation à des Jeux d'hiver.

## Participation
Aux Jeux olympiques d'hiver de 2018, les athlètes de l'équipe d'Irlande participent aux épreuves suivantes : 
| Sport           | Hommes | Femmes | Total |
| --------------- | ------ | ------ | ----- |
| Ski alpin       | 1      | 1      | 2     |
| Ski de fond     | 1      | 0      | 1     |
| Ski acrobatique | 1      | 0      | 1     |
| Snowboard       | 1      | 0      | 1     |
| Total           | 4      | 1      | 5     |

## Ski alpin
| Nom              | Épreuve             | Rang | Dossard | Manche 1      | Rang  | Manche 2      | Rang  | Total         | Retard    |
| ---------------- | ------------------- | ---- | ------- | ------------- | ----- | ------------- | ----- | ------------- | --------- |
| Tess Arbez       | Slalom géant femmes | 50   | 65      | 1 min 22 s 12 | 56    | 1 min 18 s 12 | 50    | 2 min 40 s 24 | + 20 s 22 |
| Tess Arbez       | Slalom femmes       | 46   | 61      | 59 s 47       | 51    | 59 s 00       | 47    | 1 min 58 s 47 | + 19 s 84 |
| Patrick McMillan | Combiné hommes      |      | 63      | 1 min 25 s 77 | 61    | DNF           | DNF   |               |           |
| Patrick McMillan | Descente hommes     | 52   | 52      | n. a.         | n. a. | n. a.         | n. a. | 1 min 49 s 98 | + 9 s 73  |
| Patrick McMillan | Super-G hommes      | 48   | 57      | n. a.         | n. a. | n. a.         | n. a. | 1 min 33 s 54 | + 9 s 10  |